# Stig Olin
Stig Olin, geboren als Stig Högberg (* 10. September 1920 in Stockholm; † 28. Juni 2008 ebenda) war ein schwedischer Schauspieler, Regisseur, Drehbuchautor, Komponist und Sänger. Bekannt wurde er unter anderem als regelmäßiger Darsteller in den frühen Filmen Ingmar Bergmans.

## Leben
Stig Olin wurde als uneheliches Kind geboren und wuchs die ersten Jahre seines Lebens in einem Kinderheim auf. Sein Debüt als Filmdarsteller gab er 1940 in Kronans käcka gossar. Anfang der 1940er Jahre begegnete er erstmals Ingmar Bergman und arbeitete später wie dieser in der Manuskriptabteilung der Produktionsgesellschaft Svensk Filmindustri. Ihre erste gemeinsame Filmarbeit war Die Hörige (1944), bei der Olin eine größere Nebenrolle übernahm und Bergman als Drehbuchautor und Regieassistent fungierte. Die Zusammenarbeit währte bis Anfang der 1950er Jahre. 1953 führte Olin mit I dur och skur (1953) erstmals selbst Regie. In den folgenden Jahren verlegte er sich auf das Regiefach und komponierte teilweise auch die Musik zu seinen Filmen. Ende der 1950er Jahre trennte sich Svensk Filmindustri von Olin, der zur Hörfunkanstalt Sveriges Radio wechselte, wo er ab 1967 bis 1980 führende Positionen innehatte. Parallel zu seiner Film- und Radioarbeit inszenierte er wiederholt am Theater, so 1978 Stephen Sondheims Musical A Little Night Music, das wiederum auf Bergmans Film Das Lächeln einer Sommernacht (1955) basiert. 2008 starb Olin in einem Pflegeheim nahe Stockholm.
Olin war zweimal verheiratet, mit der Schauspielerin Britta Holmberg und mit Helena Kallenbäck. Aus der Ehe mit Holmberg stammen seine Kinder Mats und Lena Olin. Letztere spielte ebenfalls für Bergman und später in internationalen Produktionen.

## Filmografie (Auswahl)

### Darsteller
- 1944: Die Hörige (Hets)
- 1946: Kris
- 1947: Frau ohne Gesicht (Kvinna utan ansikte)
- 1948: Hafenstadt (Hamnstad)
- 1948: Eva
- 1949: Gefängnis (Fängelse)
- 1950: Menschenjagd (Sånt händer inte här)
- 1950: An die Freude (Till glädje)
- 1951: Einen Sommer lang (Sommarlek)
- 1953: Barabbas – Der Mann im Dunkel (Barabbas)
- 1955: Am Abend vor der Hochzeit (Den underbara lögnen/The True and the False)
- 1956: Bretter, die die Welt bedeuten (Sceningang)

### Regie
- 1953: I dur och skur
- 1953: Wenn die Liebe erwacht (Klasskamrater)
- 1953: Reise zu dir (Resan til dej)
- 1955: Mord, kleiner Freund (Mord, lilla vän)
- 1956: Kalle und das geheimnisvolle Karussell (Rasmus, Pontus och Toker)
- 1958: Der Supermann der Marine (auch: Schütze Bumm auf hoher See) (Flottans Övermann)